# 卡斯特縣 (愛達荷州)
卡斯特縣（英語：Custer County）是美国愛達荷州中部的一個郡，面積12,786平方公里。根據2020年美國人口普查顯示，本縣共有人口4,249人。本縣縣治為查利斯。愛達荷州的人口中心是位於本縣的斯坦利內。
本縣成立於1881年1月8日，縣名源自卡斯特將軍礦坑，而卡斯特將軍礦坑的名稱則是紀念南北战争骑兵司令乔治·阿姆斯特朗·卡斯特。

## 地理

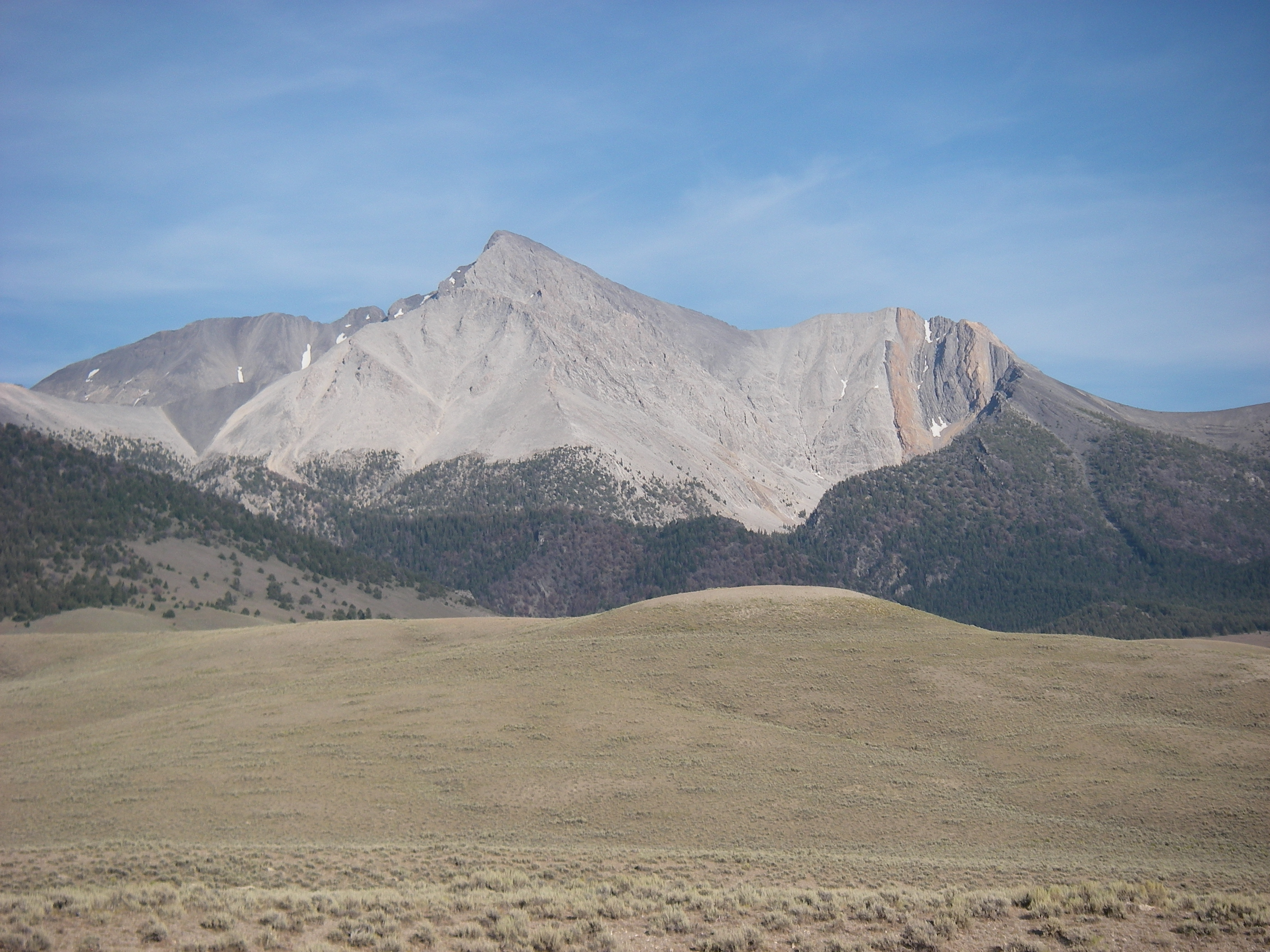
博拉峰

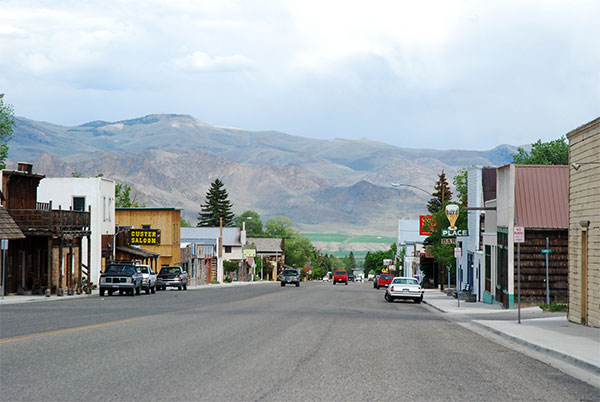
縣治查利斯

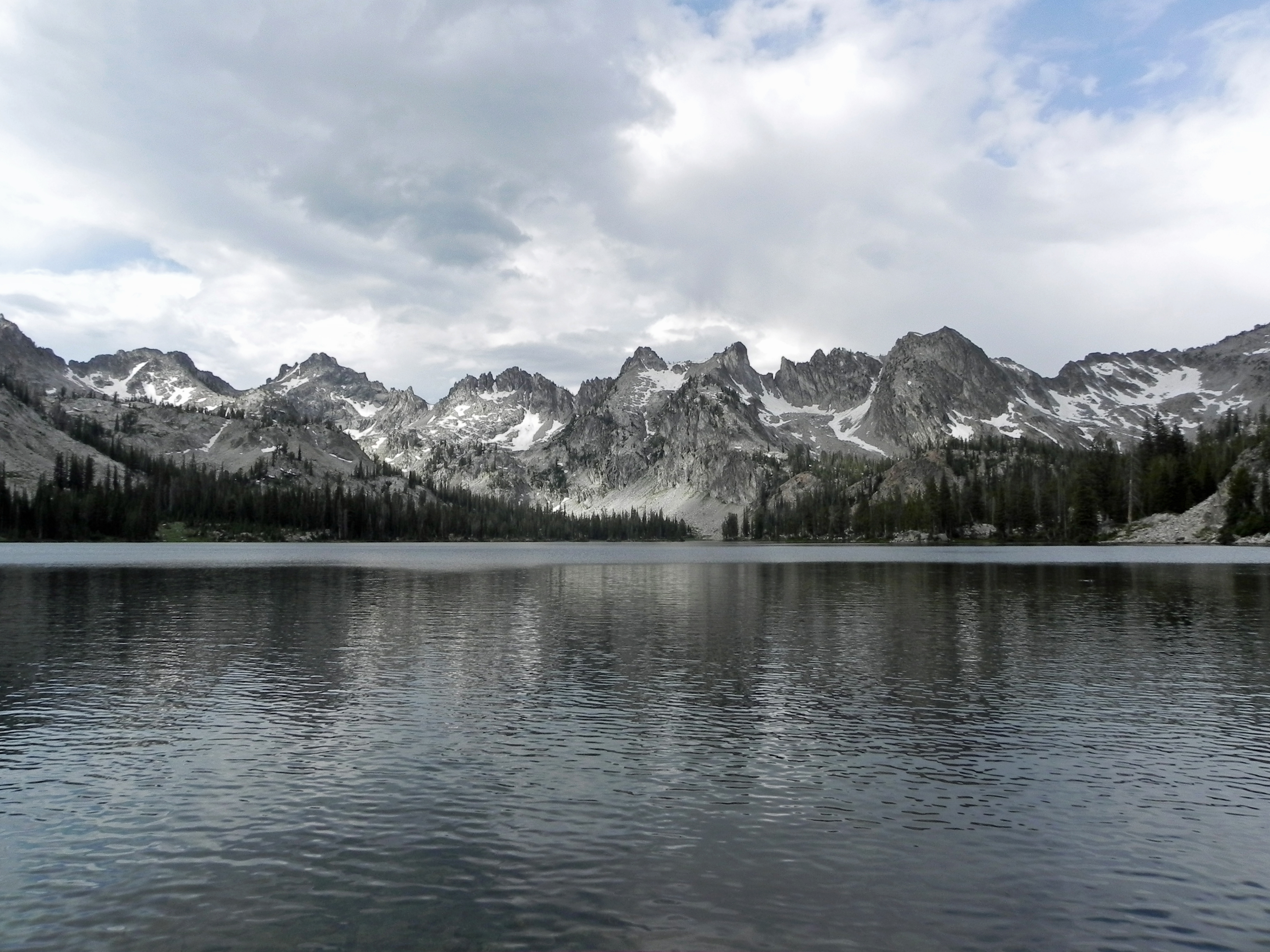
鋸齒原野

根據2000年人口普查，大角縣的總面積為4,936.79平方英里（12,786.2平方），其中有4,925.45平方英里（12,756.9平方），即99.77%為陸地；11.34平方英里（29.4平方），即0.23%為水域。本縣既是愛達荷州面積第三大的縣份，亦是美國面積第65大的縣份。愛達荷州最高的山脈洛斯特河山脈和最高點博拉峰均位於本縣內，其中博拉峰的高度更達12,662英尺（3,859）。

### 毗鄰縣
因為卡斯特縣位於愛達荷州中部，因此所有毗鄰縣皆為愛達荷州的縣份。
- 萊姆哈伊縣：北方
- 布尤特縣：東方
- 布萊恩縣：南方
- 埃爾莫爾縣：西南方
- 博伊西縣：西南方
- 瓦利縣：西方

### 國家保護區
- 夏利斯国家森林（部分）
- 锯齿国家森林（部分）
- 鋸齒國家遊樂區（英语：Sawtooth National Recreation Area）（部分）
- 鋸齒原野（英语：Sawtooth Wilderness）（部分）

## 人口
| 调查年              | 人口  | 备注 | %±     |
| ------------------- | ----- | ---- | ------ |
| 1890                | 1,870 |      | —      |
| 1900                | 2,049 |      | 9.6%   |
| 1910                | 3,001 |      | 46.5%  |
| 1920                | 3,550 |      | 18.3%  |
| 1930                | 3,162 |      | −10.9% |
| 1940                | 3,549 |      | 12.2%  |
| 1950                | 3,318 |      | −6.5%  |
| 1960                | 2,996 |      | −9.7%  |
| 1970                | 2,967 |      | −1.0%  |
| 1980                | 3,385 |      | 14.1%  |
| 1990                | 4,133 |      | 22.1%  |
| 2000                | 4,342 |      | 5.1%   |
| 2010                | 4,368 |      | 0.6%   |
| [ 9 ] [ 10 ] [ 11 ] |       |      |        |

根據2000年人口普查，卡斯特縣擁有4,342居民、1,770住戶和1,196家庭。其人口密度為每平方英里0.88居民（每平方公里0.34居民）。本縣擁有2,983 間房屋单位，其密度為每平方英里0.6間（每平方公里0.23間）。而人口是由97.28%白人、0.55%土著、0.02%亞洲人、0.02%太平洋岛民、1.17%其他種族和0.94%混血构成。而西班牙裔或拉丁美洲人佔了人口4.21%。在97.28%白人中，有18.6%為英國人、17%為德國人、以及10.9%為愛爾蘭人。
在1,770住户中，有29.9%擁有一個或以上的兒童（18歲以下）、60.1%為夫妻、4.4%為單親家庭、32.4%為非家庭、27.70%為獨居、11.3%住戶有同居長者。平均每戶有2.41人，而平均每個家庭則有2.96人。在4,342居民中，有25.5%為18歲以下、4.8%為18至24歲、25.9%為25至44歲、29.3%為45至64歲以及14.5%為65歲以上。人口的年齡中位數為41歲，女子對男子的性別比為100：104.5。成年人的性別比則為100：106.80。
本县的住戶收入中位數為$32,174，而家庭收入中位數則為$39,551。男性的收入中位數為$32,255，而女性的收入中位數則為$21,463，人均收入為$15,783。約10.7%家庭和14.3%人口在貧窮線以下，包括16.7%兒童（18歲以下）及12.8%長者（65歲以上）。

## 外部連結
- 官方网站
- Challis School District #181
- The History of Custer County